# Епархия Темуко
Епархия Темуко (лат. Dioecesis Temucensis) — епархия Римско-Католической церкви c центром в городе Темуко, Чили. Епархия Темуко входит в митрополию Консепсьона. Кафедральным собором епархии Темуко является Собор святого Иосифа.

## История
В 1908 году Римский папа Пий X учредил миссию Sui iuris Темуко, выделив её из епархии Консепсьона.
18 октября 1925 года Римский папа Пий XI выпустил буллу Apostolici Muneris Ratio, которой преобразовал миссию sui iuris Темуко в епархию. В этот же день епархия Темуко вошла в митрополию Сантьяго-де-Чили.
20 мая 1939 года епархия Темуко вошла в митрополию Консепсьона.
20 июня 1959 года епархия Темуко передала часть своей территории для возведения новой епархии Санта-Мария-де-Лос-Анхелеса.

## Ординарии епархии
- епископ Ricardo Sepúlveda Hermosilla (1908—1919)
- епископ Prudencio Contardo Ibarra (1925—1934)
- епископ Alfredo Silva Santiago (1935—1939)
- епископ Augusto Osvaldo Salinas Fuenzalida (1939—1941)
- епископ Alejandro Menchaca Lira (1941—1960)
- епископ Bernardino Piñera Carvallo (1960—1977)
- епископ Sergio Otoniel Contreras Navia (1977—2001)
- епископ Manuel Camilo Vial Risopatrón (21.09.2001 — 14.05.2013)
- епископ Héctor Eduardo Vargas Bastidas (14.05.2013 — 07.03.2022)

## Источник
- Annuario Pontificio, Libreria Editrice Vaticana, Città del Vaticano, 2003, ISBN 88-209-7422-3
- Бреве Apostolici Muneris Ratio, AAS 18 (1926), стр. 201 (лат.)